# Waverley (Roman)

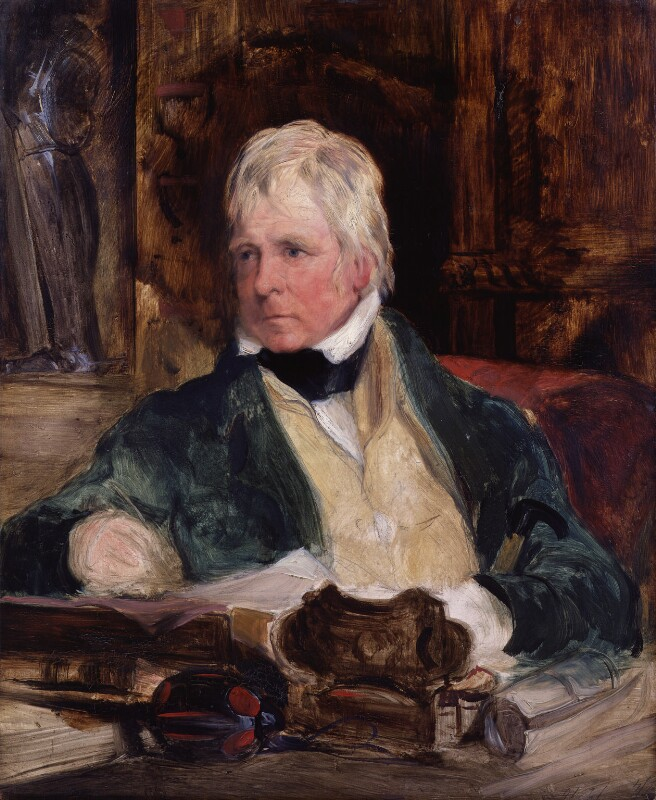
Ölporträt Sir Walter Scotts von Edwin Landseer, um 1824

Waverley oder ’s ist sechzig Jahre her (Originaltitel: Waverley, or, ’Tis Sixty Years Since) ist der erste Roman des schottischen Schriftstellers Sir Walter Scott.
Waverley erschien im Jahr 1814 und gilt als der erste britische historische Roman. Außerdem wird hier zum ersten Mal die Figur des mittleren Helden  entwickelt.

## Inhalt

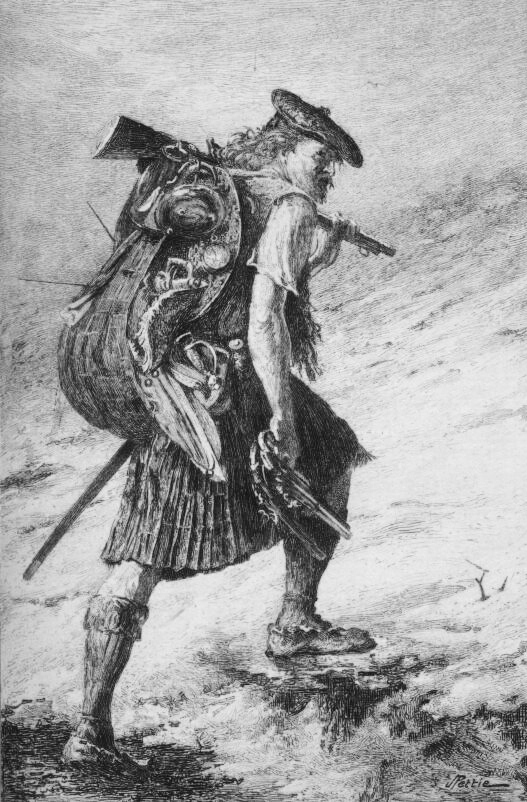
Illustration nach einem Gemälde von John Petty in der Druckausgabe des Romans von 1893

Edward Waverley stammt aus englischem Adel. Während sein Vater in London eine politische Karriere als Parteigänger der Whigs macht, damals die Unterstützer der Monarchen aus dem Haus Hannover, wird Waverley von seinem Onkel aufgezogen, der ihm die alten jakobitischen Werte vermittelt, also die der Anhänger des Hauses Stuart. Auf Wunsch seines Vaters beginnt Edward eine Laufbahn als Offizier beim britischen Militär. Wegen eines Missverständnisses und wegen falscher Anschuldigungen kann er von einem Urlaub in den schottischen Highlands nicht zurückkehren und schließt sich dem zu dieser Zeit (1745) in Schottland ausbrechenden zweiten Jakobitenaufstand an der Seite von Charles Edward Stuart (‚Bonnie Prince Charlie‘) an, der den britischen Thron mit Unterstützung insbesondere aus den schottischen Highlands von der 1714 durch den Hannoveraner Georg I. begründeten britischen Dynastie für die Stuarts zurückerobern möchte. So nimmt er auch an der entscheidenden Schlacht bei Prestonpans teil, die mit einem Sieg der Jakobiten endet.
Während eines späteren Gefechts, das die Regierungsseite gegen die Aufständischen gewinnt, ist Waverley vom Rest der Truppen abgeschnitten, so dass er unerkannt entkommen kann. Mit Hilfe von Beziehungen gelingt es ihm, sich von den falschen Anschuldigungen zu befreien und Begnadigung für seine Unterstützung der Stuarts zu erlangen.
Waverley ist im Laufe des Romans hin- und hergerissen zwischen widerstreitenden Loyalitäten: den Verpflichtungen als britischem Offizier und der Treue zu den kennengelernten Schotten, dem modernen Großbritannien und der Faszination an der traditionellen Kultur der schottischen Highlands, der vernünftig-gemäßigten Rose und der romantisch-radikalen Flora. Waverley handelt dabei oft nicht selbst, sondern wird von den Ereignissen um ihn herum mitgerissen.
Letztendlich steht Waverley auf und an der Seite von Regierung, Fortschritt und Rose, im Roman kommt aber auch Verständnis für die andere Seite zum Ausdruck – wohl die Position des Autors selbst, der mit viel Sympathie für das alte Schottland dennoch den britischen Gesamtstaat befürwortete und die hannoveranischen Herrscher unterstützte. Seine außerordentlich populären Romane, die keine Seite verteufelten und auch die Tragik und die gescheiterten, aber ja nicht unbegründeten Aspirationen der letztlich unterlegenen Seite aufzeigten, haben so auch zur Aussöhnung immer noch verfeindeter Bevölkerungsschichten beigetragen.

## Ausgaben
- Walter Scott: Waverley oder ‘s ist sechzig Jahre her (Originaltitel: Waverley, or, ‘Tis Sixty Years Since). Deutsch von Gisela Reichel. Mit einem Nachwort, Anmerkungen, einer Zeittafel und Literaturhinweisen von Kurt Gamerschlag. Vollständige Ausgabe. dtv, München 1982, 592 S.